# 中胸普提魚
中胸普提魚（学名：Bodianus mesothorax），又稱中胸狐鯛，俗名三齒仔、紅娘仔、日本婆仔、粗鱗沙、三色龍，為輻鰭魚綱鱸形目隆頭魚亞目隆頭魚科的其中一種。

## 分布
本魚分布於印度西太平洋區，包括索馬利亞、莫三比克、模里西斯、留尼旺、塞席爾群島、日本、台灣、澳洲、菲律賓、中國南海等海域。

## 深度
水深20~30公尺。

## 特徵
本魚體色和腋斑普提魚相似，但幼魚體色則兩種相差甚多，以灰色為底，上有8個黃色斑點，背鰭和臀鰭的軟條部各有一黑斑。成魚前半部為深棕色至黑色，後半部則為白色至黃色。除胸鰭基底有一黑斑外，身體及各鰭均無其它黑斑。體長型，側扁；頭尖；眼眶前與前鰓蓋被鱗；齒圓錐狀，上下頜前側具 4犬齒。背鰭硬棘12枚、背鰭軟條9~10枚、臀鰭硬棘3枚、臀鰭軟條11~12枚。體長可達20公分。

## 生態
本魚常獨自在岩礁或珊瑚礁海域活動，以底棲生物為主食。

## 經濟利用
為觀賞性魚類，體健易飼養，較少食用。